# Жансон, Поль-Эмиль
Поль-Эмиль Жансон (фр. Paul-Émile Janson, нидерл. Paul-Emile Janson; 30 мая 1872, Брюссель, Бельгия, — 3 марта 1944, Бухенвальд, Германия) — бельгийский либеральный политический деятель.

## Биография
Был сыном либерального политика Поля Жансона (умер в 1913 году). Изучал право в Брюссельском свободном университете, имел юридическую практику. В 1910 году Янсон был избран в Палату представителей от Либеральной партии. Занимал различные министерские посты, включая должности министра обороны, юстиции и иностранных дел.
Возглавлял правительство страны с 1937 до 1938 года. В начале Второй мировой войны Янсон занимал пост министра иностранных дел в правительстве Юбера Пьерло. В 1943 году немецкие оккупационные войска депортировали Янсона в концлагерь Бухенвальд, где он и умер в 1944 году.
Мари Жансон, первая женщина, которая была избрана в Палату представителей в 1921 году, мать Поля-Анри Спаака, была сестрой Поля-Эмиля Жансона.
Изображён на почтовой марке Бельгии 1967 года.